# Adrapsa ablualis
Adrapsa ablualis là một loài bướm đêm trong họ Noctuidae.